# 4506 Гендрі
4506 Гендрі (4506 Hendrie) — астероїд головного поясу, відкритий 24 березня 1990 року.
Тіссеранів параметр щодо Юпітера — 3,292.